# روور (مارک)
روور (انگلیسی: Rover) شرکت خودروسازی بریتانیایی است، که در سال ۱۹۰۴ تأسیس شد و هم‌اکنون زیرمجموعه‌ای از شرکت جگوار لندرور می‌باشد.